# Бадалін

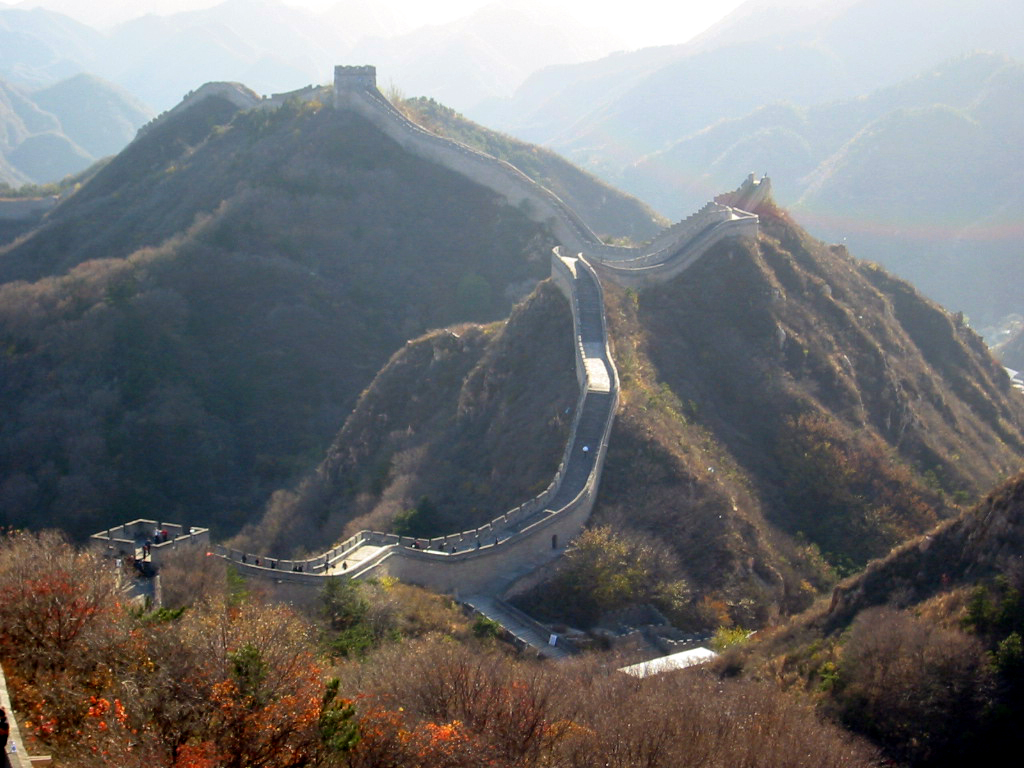
Бадалінська ділянка Великого муру

Бадалін (кит.: 八达岭) — найвідвідуваніший туристами відрізок Великого китайського муру, що  пролягає за 75 км на північний захід від Пекіну та з'єднаний з ним автобусним експресом, а після Пекінської Олімпіади-2008 — і залізничним експресом.
Побудований під час династії Мін (1368—1644), ретельно відреставрований при Мао Цзедуні, а в 1957 році першим з ділянок Великого муру відкритий для вільного відвідування всіма бажаючими. Щороку сюди приїжджають мільйони туристів.

## Цікаві факти
- Інженер Чжань Танью отримав прізвисько «Батько китайських залізниць», за те що провів під Бадалін залізницю Пекін-Чжанцзякоу, вирубавши в хребті тунель.